# Route nationale 713
Pour les articles homonymes, voir Route 713.
La route nationale 713 ou RN 713 était une route nationale française reliant Argenton-sur-Creuse à Saint-Vaury.
À la suite de la réforme de 1972, elle a été déclassée en RD 913.

## Ancien tracé d'Argenton-sur-Creuse à Saint-Vaury (D 913)
- Argenton-sur-Creuse
- Ceaulmont
- Baraize
- Éguzon
- Dun-le-Palestel
- Saint-Vaury